# Bø Station
Bø Station (Bø stasjon) er en jernbanestation på Sørlandsbanen, der ligger i byområdet Bø i Bø kommune i Norge. Stationen består af nogle få spor, to perroner og en stationsbygning i træ samt en busterminal og en tømmerterminal. Stationsbygningen er tegnet af Gudmund Hoel og Ragnvald Utne og er som udgangspunkt den samme type som på Gvarv og Lunde Stationer.
Stationen åbnede 1. december 1924, da Sørlandsbanen blev hertil fra den nu nedlagte Gvarv Station. I forbindelse med åbningen opførtes stationsbygningen og et pakhus efter tegninger af Gudmund Hoel. Stationen blev fjernstyret 14. marts 1969 men var fortsat bemandet, indtil den blev ubemandet 1. januar 2008 som den sidste station i Telemark.